# O Gud! Din godhet tacke vi
O Gud! Din godhet tacke vi (tyska: O Gott wir dancken deiner) är en tysk måltidspsalm med tre verser. I den svensk och danska psalmboken lades en ytterligare vers till som blev nummer tre.

## Publicerad i
- 1572 års psalmbok med titeln O Gudh tijn godheet tacke wij under rubriken "Een Tacksäyelse effter måltijdh".[2]
- Göteborgspsalmboken 1650 under rubriken "Loffsånger effter Måltijdh".[3]

- Den svenska psalmboken 1694 som nummer 403 under rubriken "Måltidz Psalmer".

- 1695 års psalmbok som nummer 343 under rubriken "Måltijdz-Psalmer".[1]